# 布爾肯山
71°51′S 26°58′E / 71.850°S 26.967°E
布爾肯山（英語：Bulken Hill）是南極洲的山峰，位於東部南極洲的毛德皇后地，屬於南龍達訥山脈的一部分，處於巴爾肯山以北6公里，海拔高度2,220米，該山峰由挪威的製圖師根據空中照片繪入地圖。